# Glen Murphy
Glen Murphy MBE (West Ham, Londres, 6 d'abril de 1957) és un actor anglès.
El 2007, obtingué el premi Queen's Birthday Honours pel seu treball a la caritat.

## Filmografia
- Lost in Italy
- Midsomer Murders
- Casualty
- Doctor Who
- The Bill
- Tank Malling
- Cry Freedom
- First Love
- Harry Carpenter Never Said...
- Murphy's Mob
- Prospects
- Luna
- Scorpion
- Second's Out
- The Other 'Arf
- Up the Elephant and Round the Castle
- Over Exposed
- Empire State
- Victor Victoria
- Clockwork Mice
- Over Exposed
- Truth Be Told
- Til Death
- Lenny Henry show
- Rockliffe's Babies